# حبش الحاسب
أَحْمَدْ بْنْ عَبْدِ اَللَّهْ اَلْمَرْوَزِي الملقب بِحَبَشِ اَلْحَاسِبِ أو اَلْحَكِيمِ حُبٌّ، عالم رياضيات وفلك وجغرافيا مسلم، عاش في عصر المأمون والمعتصم الخلفاء العباسيون إلا أن الكتب لم تشر إلى سيرة حياته وذكر ابن النديم في الفهرست انه بلغ المائة من العمر ينتسب إلى مدينة مرو في إقليم خراسان (تركمانستان حاليًا).
قضى عمره في مطالعة معظم علوم عصره إلا أنه تميز في مجالات علوم الفلك وآلات الرصد. يقال أنه أول من وضع جدول للظل وظل التمام.
كان أحمد بن عبد الله حبش حاسب المروزي عالم فلك فارسي  وعالم جغرافيا ورياضيات من مدينة مرو في خراسان، وهو أول من وصف النسب المثلثية: الجيب وجيب التمام والظل وظل التمام[بحاجة لمصدر]. ازدهر صيته في بغداد، وتوفي وهو في عمر مئة سنة بعد عام 869. كان يعمل في ظل حكم الخلفاء العباسيين المأمون والمعتصم.

## عمل
كتب المروزي العديد من الملاحظات من عام 825 حتى عام 835، وجمع ثلاثة جداول فلكية: بقي الجدول الأول بالطريقة الهندوسية، وأُطلق على الثاني اسم الجدول المُختبر وهو الأكثر أهمية، فهو على الأرجح متطابق مع الجداول المأمونية أو العربية، أما بالنسبة للجدول الثالث والأصغر فيُطلق عليه جدول الشاه.
استند مروزي على الكسوف الشمسي الذي حصل في عام 829 في إعطاء أول مثال لتحديد الوقت وفقًا لحساب ارتفاع الشمس عن الأرض. اعتمد معظم علماء الفلك المسلمين هذه الطريقة لحساب الوقت.

### كتاب الأجسام والمسافات
أجرى الحاسب ملاحظات مختلفة في مرصد الشامسية في بغداد وقدّر عددًا من القيم الجغرافية والفلكية. بدأ بتجميع نتائجه في كتاب الأجسام والمسافات وتضمنت بعض نتائجه ما يلي:
كوكب الأرض
- محيط الأرض: 20,160 ميل (32,444 كم).
- قطر الأرض: 6414,54 ميل (10323.201 كم).
- نصف قطر الأرض: 3207,275 ميل (5161.609 كم).

كوكب القمر
- قطر القمر: 1886,8 ميل (3036.5 كم).
- محيط القمر: 5927,025 ميل (9538.622 كم).
- نصف قطر أقرب مسافة للقمر: 215,208,9,9.
- نصف محيط أقرب مسافة للقمر: 28,45,25,43 ,676,368 ميل.
- نصف القطر من مسافة أبعد من القمر: 205,800,8,45 ميل.
- قطر أبعد مسافة للقمر: 411,600.216 ميل.
- محيط أبعد مسافة للقمر: 1,293,600.916 ميل (2,081,848.873 كم).

الشمس
- قطر الشمس: 35,280,1,30 ميل (56,777.6966 كم).
- محيط الشمس: 110,880,4,43 ميل (178,444.189 كم).
- قطر مدار الشمس: 7,761,605.5 ميل (12,491,093.2 كم).
- محيط مدار الشمس: 24,392,571.38 ميل (39,256,038 كم).
- درجة واحدة على مدار مدار الشمس: 67,700.05 ميل (108,952.67 كم).
- دقيقة واحدة على مدار مدار الشمس: 1129,283 ميل (1817,405 كم).

## مؤلفاته
- مؤلف على مذهب الهند وعمل فيه الزيج على مذهب السندهند وخالف فيه الكثير من العلماء مثل الفرازي والخوارزمي
- الزيج الممتحن وهو أشهر أعماله وقد كتب البيروني عن هذا الزيج
- كتاب الابعاد والاجرام
- كتاب الخائم والمقاييس
- كتاب العمل في الاسطرلاب